# Portrait du duc d'Antin
Le portrait de Louis Antoine de Pardaillan, duc d'Antin (1665-1736) a été exécuté entre 1708 et 1719 par le peintre français Hyacinthe Rigaud pour répondre à une commande de l'Académie Royale.

## Historique de l'œuvre
Le principal portrait du duc d'Antin a été peint par Hyacinthe Rigaud afin de commémorer la nomination du modèle comme directeur des Bâtiments du Roi, Académies et Manufactures et protecteur de l'Académie Royale en 1708.

« En cette même année [1708], messieurs de l’Académie royale de peinture et de sculpture, ayant pris pour protecteur M. le duc d’Antin, devenu surintendant des bâtiments par la mort de M. Mansard, Rigaud fut choisi par cet illustre corps pour faire le portrait de ce seigneur, pour être placé dans la salle où ils tiennents leurs assemblées, et lorsqu’il eut fini, il leur en fit présent, orné de la bordure. Ce portrait est sur une toile de quatre pieds et demi »

Grâce à ce témoignage tiré de l'autobiographie de l'artiste (1716), et relayé par les procès-verbaux de l’Académie Royale, nous savons que l’effigie du duc d’Antin, fut commandée dès 1708 et probablement achevée en 1719, date à laquelle l’artiste en fit don à l’Académie (ce qui expliquerait l’absence de prix). Dans son catalogue des gravures d’après Rigaud, Hulst donne cependant la date de 1713 pour la confection de l’original… 
La verve générale de la composition, prouve que Rigaud fut particulièrement attentif aux désirs de représentation de son modèle, ce qu’attestent les relations étroites qui existaient entre eux : « L’Académie chargea ensuite Rigaud de peindre le Duc d’Antin son protecteur, pour être placé dans la salle d’assemblée : Rigaud y employa tout son sçavoir & en fit présent à l’Académie. […] Le Duc d’Antin, Surintendant des bâtimens de Sa Majesté, faisait un grand cas d’Hyacinthe Rigaud ».
Le peintre saisit ici le portrait que fit Saint-Simon du modèle :

« Né avec beaucoup d’esprit naturel, il tenait de ce langage charmant de sa mère et du gascon de son père, mais avec un tour et des grâces naturelles qui prévenaient toujours. Beau comme le jour étant jeune, il en conserva de grands restes jusqu’à la fin de sa vie, mais une beauté mâle et une physionomie d’esprit. Personne n’avait ni plus d’agréments, de mémoire, de lumière, de connaissance des hommes et de chacun, d’art et de ménagement pour savoir les prendre, plaire, s’insinuer, et parler toutes sortes de langages ; beaucoup de connaissances et des talents sans nombre qui le rendaient propre à tout, avec quelque lecture. Un corps robuste et qui sans peine fournissait à tout, répondait au génie, et, quoique peu à peu devenu fort gros, il ne lui refusait ni veilles ni fatigues. Brutal par tempérament, doux, poli par jugement, accueillant, empressé à plaire, jamais il ne lui arrivait de dire mal de personne. Il sacrifia tout à l’ambition et aux richesses, quoique prodigue, et fut le plus habile et le plus raffiné courtisan de son temps, comme le plus incompréhensiblement, assidu : application sans relâche, fatigues incroyables pour se trouver partout à la fois, assiduité prodigieuse en tous lieux différents […]. Sa table, ses équipages, toute sa dépense était prodigieuse, et la fut dans tous les temps. Son jeu furieux le fit subsister longtemps : il y était prompt, exact en comptes, bon payeur, sans incidents, les jouait tous fort bien, heureux à ceux de hasard, et avec tout cela fort accusé d’aider la fortune. Sa servitude fut extrême à l’égard des enfants de sa mère, sa patience infinie aux rebuts. On a vu celui qu’ils essuyèrent pour lui lorsqu’à la mort de son père ils demandèrent tous au Roi de le faire duc, et, si le dénouement qui se verra bientôt n’eût découvert ce qui avait rendu tant d’années et de ressorts inutiles, on ne pourrait le concevoir. On eût peut-être difficilement trouvé un homme plus propre que lui à commander les armées : il avait les vues vastes, justes, exactes, de grandes parties de général, un talent singulier pour les marches, les détails de troupes, de fourrages, de subsistances, pour ce qui fait le meilleur intendant d’armée, pour la discipline sans pédanterie et allant droit au but et au fait, une soif d’être instruit de tout qui lui donnait une peine infinie et lui coûtait cher en espions. Avec tant de vues, de soins, d’applications différentes à la cour et à la guerre, toujours à soi, toujours la tête libre et fraîche, despotique sur son corps et sur son esprit, d’une société charmante, sans tracasserie, sans embarras, avec de la gaieté et un agrément, tout particulier, affable aux officiers, aimable aux troupes à qui il était prodigue, avec art et avec goût, naturellement éloquent et parlant à chacun sa propre langue, aisé en tout, aplanissant tout, fécond en expédients, et capable à fond de toutes sortes d’affaires. C’était un homme certainement très rare. »

## Description
Ce vaste portrait, figurant le duc en militaire, reprend une attitude à succès de Rigaud, étrennée avec celle du maréchal-duc de Villars en 1704. À cette date, le tableau du maréchal valait 530 livres. L'attitude sera reprise avec succès pour le portrait du comte de Hyom en 1716 puis dans celui du prince de Lichtenstein en 1740. Le modèle, représenté jusqu'aux genoux dans un environnement imaginaire dont le ciel tourmenté est le seul élément, pose l'une de ses mains sur un bâton de commandement posé sur un rocher. En arrière-plan, un casque est posé, tandis que l'autre main se tient sur la hanche. Le marquis est vêtu de la traditionnelle armure et habillé d'un ample manteau doublé d'hermine. Le buste est ceint de l'écharpe bleu de l'ordre du Saint-Esprit.
La date précise de la confection du portrait du duc d'Antin n'est cependant pas aisée. En effet, si la commande est passée en 1708, il semble que l'artiste mis du temps avant de la livrer. Si les premiers travaux des aides de l’atelier remontent à 1710, on sait que le Duché-Pairie d’Antin ne fut érigé qu’en 1711 à partir du marquisat d’Antin et des Baronnies, terres et Seigneuries de Bellisle, Mieslan, Tuilerie de Pis et Certias. Or, l’ensemble de l’iconographie du duc d’Antin chez Rigaud présente le modèle vêtu de son manteau de Pair de France. 
De même, les premiers états de la gravure de Tardieu (1720), ne figurent logiquement pas le cordon de chevalier du Saint-Esprit que d’Antin reçoit le 7 juin 1724, toutes les copies connues du portrait n’oublient pas la décoration. D’ailleurs, la majorité d’entre elles montrent le ruban bleu de l’ordre, glissé sous les doigts de la main gauche de d’Antin alors que la copie vénitienne (vendue au Dorotheum et à Munich) trahi un évident rajout de ce cordon, assez maladroitement peint d’ailleurs, contournant la main. Cette dernière version serait la plus ancienne connue, englobant davantage de paysage sur les côtés de la composition. Ainsi, on ne connaît pas la localisation du portrait original. La version offerte par l'artiste à l'Académie semble postérieurs à 1724.
Dans la version en buste de la vente Christie’s de mars 2004, seule la tête du duc est conforme au tableau d’origine : le drapé est très différent ainsi que l’aspect de l’armure.

## Copies et travaux
- « Une de Mr le duc d’Antin pour Monsieur Le Fevre[n 1] » pour 75 livres (1710).
- « Deux teste de Mr le marquis d’Antin » par Prieur pour 24 livres (1710).
- « Deux bustes de Mr le duc d’Antin » par Prieur pour 24 livres (1711).
- « Un habillement de Mr le duc d’Antin » par Prieur pour 12 livres (1711).
- « Ébauché l’habillement du marquis d’Antin, un jor » par Bailleul pour 3 livres (1711).
- « Un buste du duc d’Antin » par Bailleul pour 20 livres (1712).
- « Un habillement d’un buste hors la draperie, d’après Mr le duc d’Antin » par Vial pour 3 livres (1712).
- « Une teste de Mr le duc d’Antin » par Bailleul pour 12 livres (1713).
- « Une coppie [sic] en grand du duc d’Antin » par La Penaye pour 70 livres (1717).
- « Retouché une grande copie de Mr l. D. d’Antin faite par le Sr Lecomte, ou j’ai demeuré 17 jr » par La Penaye pour 28 livres (1718).
- « Une tête de Mr l. D. d’Antin, d’un buste dont j’ai retouché l’habillement » par La Penaye pour 20 livres (1718).
- « Une autre tête de Mr l. D. d’Antin, dont j’ai retouché l’habillement » par La Penaye pour 10 livres (1718).
- « Une de Mr le duc d’Antin pour Mr Adam » pour 150 livres (1719).
- « Une de Mr le duc d’Antin pour le duc d’Antin » pour 500 livres (1719).
- « Une copie de Mr le duc d’Antin pr. M. Adam » sans prix (1729).

## Œuvres en rapport

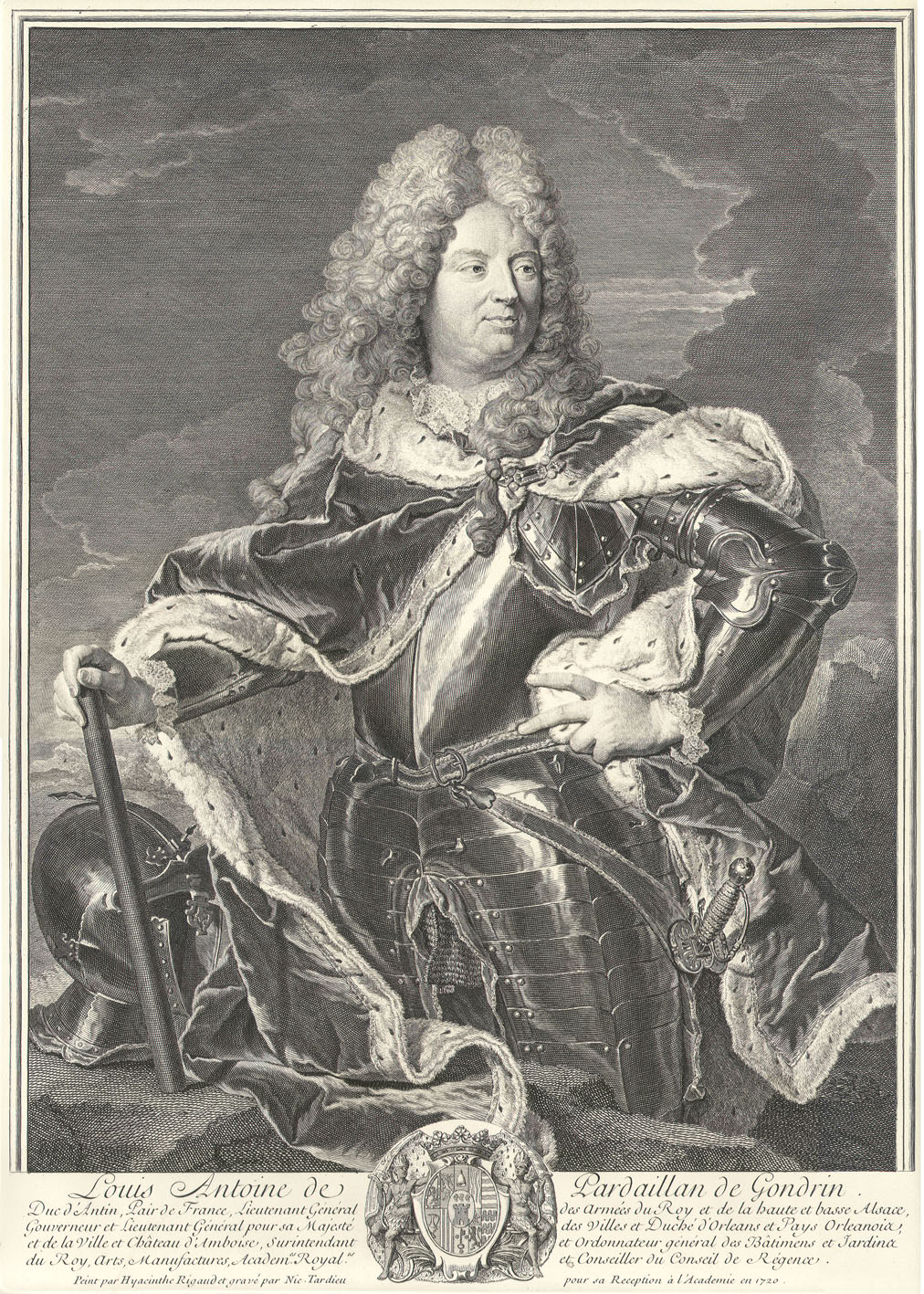
Le duc d'Antin par Tardieu d'après Rigaud. Premier état

- Huile sur toile d’après Rigaud. H. 138 ; L. 103. Versailles, musée national du château (salle 85, exposé). MV5555, Inv. 7559, B 2157. Légué par Rigaud en 1719 à l’Académie. Mentionné au dépôt de Nesle en 1796. Ancienne collection, mentionné dans les réserves du Louvre en 1824. Entré à Versailles sous Louis-Philippe (1833)[11].
- Huile sur toile d’après Rigaud. H. 120 ; L. 91 (avec variantes car la main droite est sensiblement différente, reposant sur un bâton de commandement plus court), Versailles, musée national du château. MV4333, Inv. 7560, B 2081. Anciennement à l’Académie royale de peinture. Ancienne collection ; entré à Versailles sous Louis Philippe ; en dépôt au musée de Metz[12].
- Huile sur toile d’après Rigaud. H. 135 ; L. 104. Versailles, musée national du château. MV3673, inv. 7557 ; MR 2403. Ancienne collection du château, entré à Versailles sous la Restauration en provenance du musée du Louvre[13].
- Huile sur toile d’après Rigaud. H. 138 ; L. 104. Châteauroux, Musée-hôtel Bertrand. Inv. D-1214. Dépôt du Louvre en 1872. Voir cat. du musée [Beulay], 1910, p. 7, n°13.
- Huile sur toile d’après Rigaud. H. 101 ; L. 129. Collections du duc d’Uzès.
- Huile sur toile d’après Rigaud. H. 145 ; L. 114. Isola di Torcello (Venise), collection de Nicoletta Piccoli (par héritage d’un marchand d’art) ; sa vente, Vienne, Dorotheum, 16 octobre 2007, lot. 90 (30 000 euros), repr. p. 179 du catalogue ; Vente Münich, Hampel, 5 décembre 2008, lot 302.
- Huile sur toile d’après Rigaud (adaptation en buste avec habillement différent). H. 80 ; L. 65,1. Vente Londres, Christie’s, 4 mars 2004, lot 370, n°6806, « collection Madame X » (invendu), repr. p. 41 du cat. ; vente Londres, Christie’s, 22 avril 2005, lot 121, cat. p. 145, repr.
- Gravé par Nicolas-Henri Tardieu dans le même sens que la toile, figure jusqu’aux genoux, pour sa réception à l’Académie le 29 novembre 1720. En bas, la lettre suivante, de part et d’autre d’une composition aux armes : Louis Antoine de - Pardaillan de Gondrin, / Duc d’Antin, Pair de France, Lieutenant Général - des Armées du Roy et de la haute et basse Alsace, / Gouverneur et Lieutenant Général pour sa Majesté - des villes et Duché d’Orléans et Pays Orléanois, / et de la ville et Château d’Amboise, Surintendant - et Ordonnateur général des Bâtimens et Jardins / du Roy, Arts et Manufactures, Académies Royales - et Conseiller du Conseil de Régence / Peint par Hyacinthe Rigaud et gravé par Nic. Tardieu - pour sa réception à l’Académie en 1720. Trois états (avant la lettre, sans l’ordre du Saint-Esprit, avec l’ordre du Saint-Esprit).
- Gravé par François Chéreau (selon Hulst), « d’après le même tableau [sans aucun changement] », pour sa réception [à l'Académie] en 1724.
- Gravé par François Chéreau, la même attitude, « augmentée seulement du cordon et de la croix du Saint-Esprit » en 1724.
- Gravé par Jean Audran en 1716, « buste sans mains, dont la tête d’après le même tableau et le surplus de l’attitude et des draperies composé exprès pour cette forme ».
- Gravé par Martin Bernigeroth en 1724, en buste dans un ovale. H. 14,3 ; L. 9.